# Московский округ путей сообщения

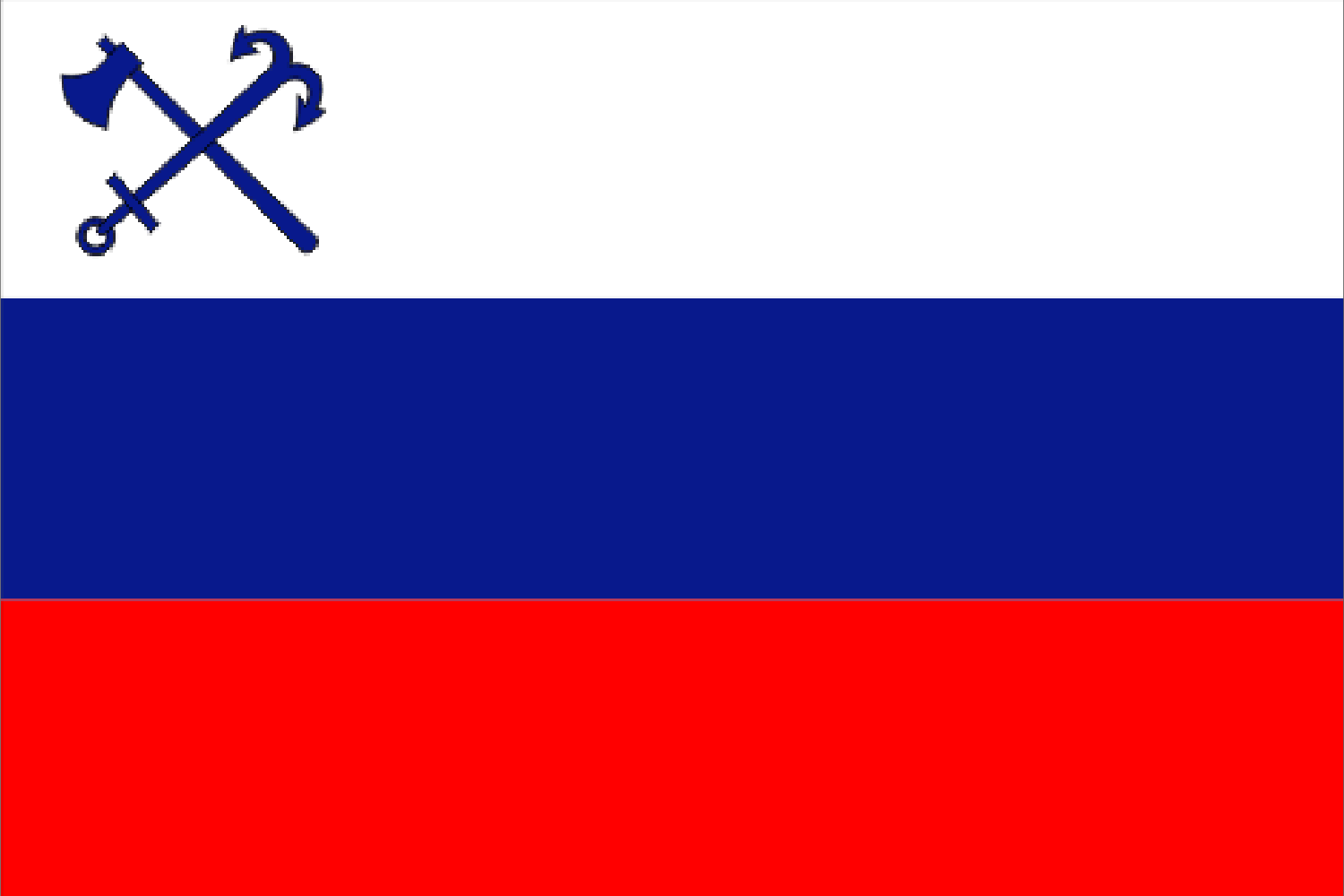
Флаг МПС Российской империи с 1870 г.

Московский округ путей сообщения — орган управления водными путями и шоссейными дорогами в центральной части Российской империи в составе Управления (в 1870-1899 гг. - Департамента) водяных и шоссейных сообщений Министерства путей сообщения. Правление Округа находилось в Москве. 

## Пути Московского округа

#### Главные водные пути
- Ока от верховьев до пределов Нижегородской губ.
- Дон
- Москва-река
- Северский Донец
- Теза
- Цнинский канал, Цна

#### Шоссе
- Московско-Варшавское
- Калужское
- Нижегородское
- Подольско-Харьковское
- Смоленское
- Ярославское
- Рязанское

## Деление Округа. Должности

#### Отделения
- Ростовское
- Рязанское
- Судоходное
- Правление
- Библиотека Правления

## Тяга

#### Пароходства
- Товарищество Москворецкого туерного пароходства
- Товарищество Пароходства и транспортирования грузов "Каменские Ф. и Г. Братья и Н. Мешков"